# Ібрагім Самадов
Ібрагім Самадов (18 липня 1968) — російський важкоатлет.
Учасник Олімпійських Ігор 1992 року.
Чемпіон світу 1991 року в категорії 82,5 кг.
Чемпіон Європи 1992 року в категорії 82,5 кг.